# Danh sách câu lạc bộ bóng đá ở Tchad
Đây là danh sách các câu lạc bộ bóng đá ở Tchad.
Về danh sách đầy đủ, xem Thể loại:Câu lạc bộ bóng đá Tchad

## A
- AS CotonTchad
- AS DGSSIE
- AS Douth
- AS Mairie

## E
- Elect Sport Ouaddai
- Elect-Sport FC
- Espérance de Walia

## F
- Foullah Edifice

## G
- Garde Républicaine
- Gazelle FC
- Geyser Football Club

## P
- Postel 2000

## R
- Renaissance FC

## T
- Toumaï FC
- Tourbillon FC